# Sudovčina
Sudovčina – wieś w Chorwacji, w żupanii varażdińskiej, w gminie Martijanec. W 2011 roku liczyła 360 mieszkańców.